# Bataville
Bataville est le nom donné à un ensemble industriel et urbain en Moselle dans la région Lorraine (France), reconnu monument historique et patrimoine protégé depuis 2014.  
Unique en France, Bataville s'insère dans une série d'une trentaine de cités Bata au monde. 

## Topographie
Le complexe industriel est situé sur l'ancienne commune de Hellocourt en Moselle. Il est bordé au sud par les voies de transport : le canal de la Marne au Rhin (datant de 1839) et le chemin de fer Dieuze – Avricourt (datant de 1864, maintenant délaissé). 
Les bâtiments industriels sont alignés des deux côtés de la rue centrale. Cette voie, l'avenue Thomas Bata, se prolonge vers la cité ouvrière au nord. 
Une cantine, foyer social, se situe à mi-chemin entre le complexe industriel et la cité ouvrière. 
La cité est bordée pour trois-quarts par des facilités de détente : un étang, datant du XIIIe siècle et des forêts.

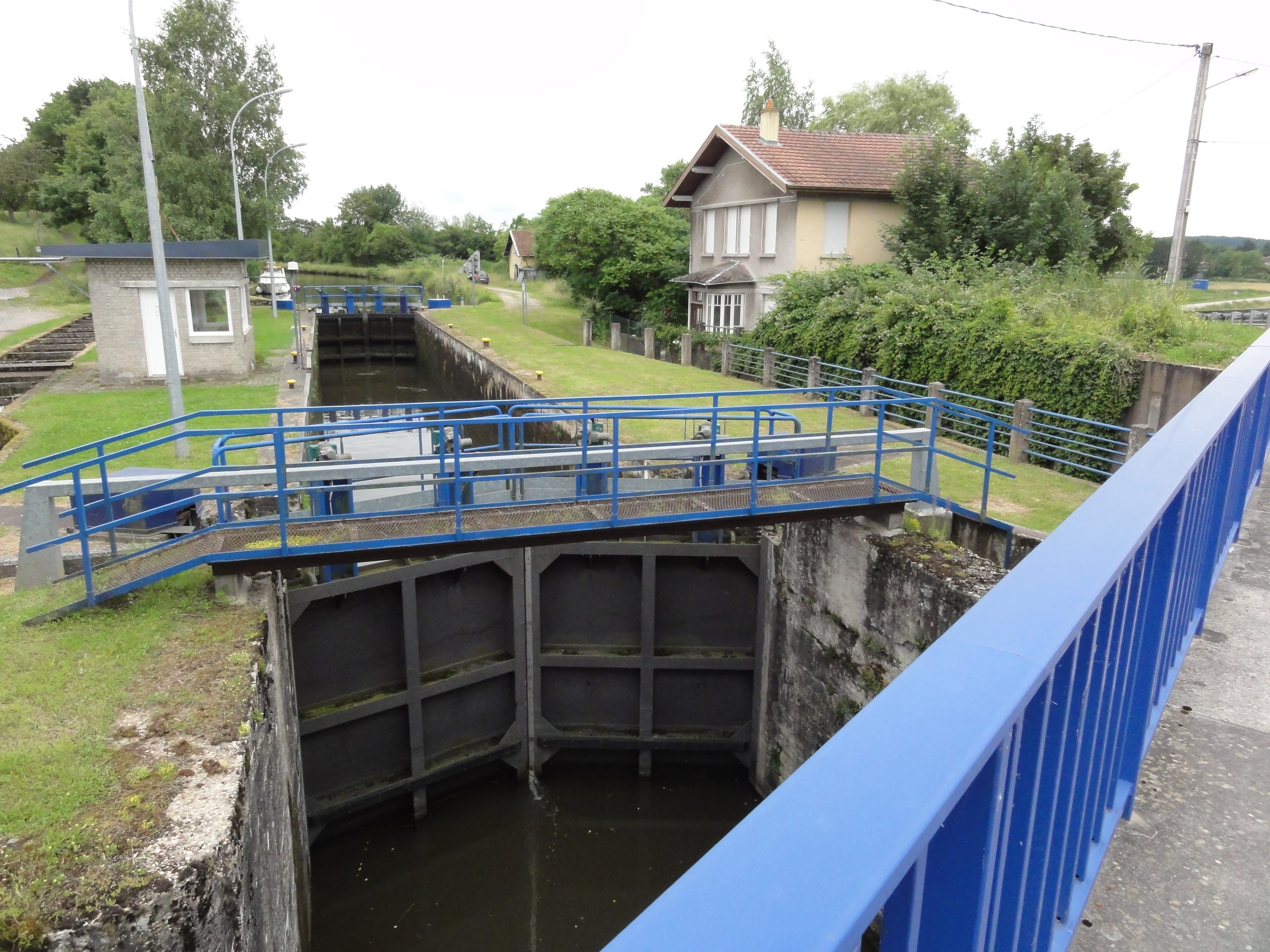
Canal de la Marne au Rhin, écluse de Bataville.
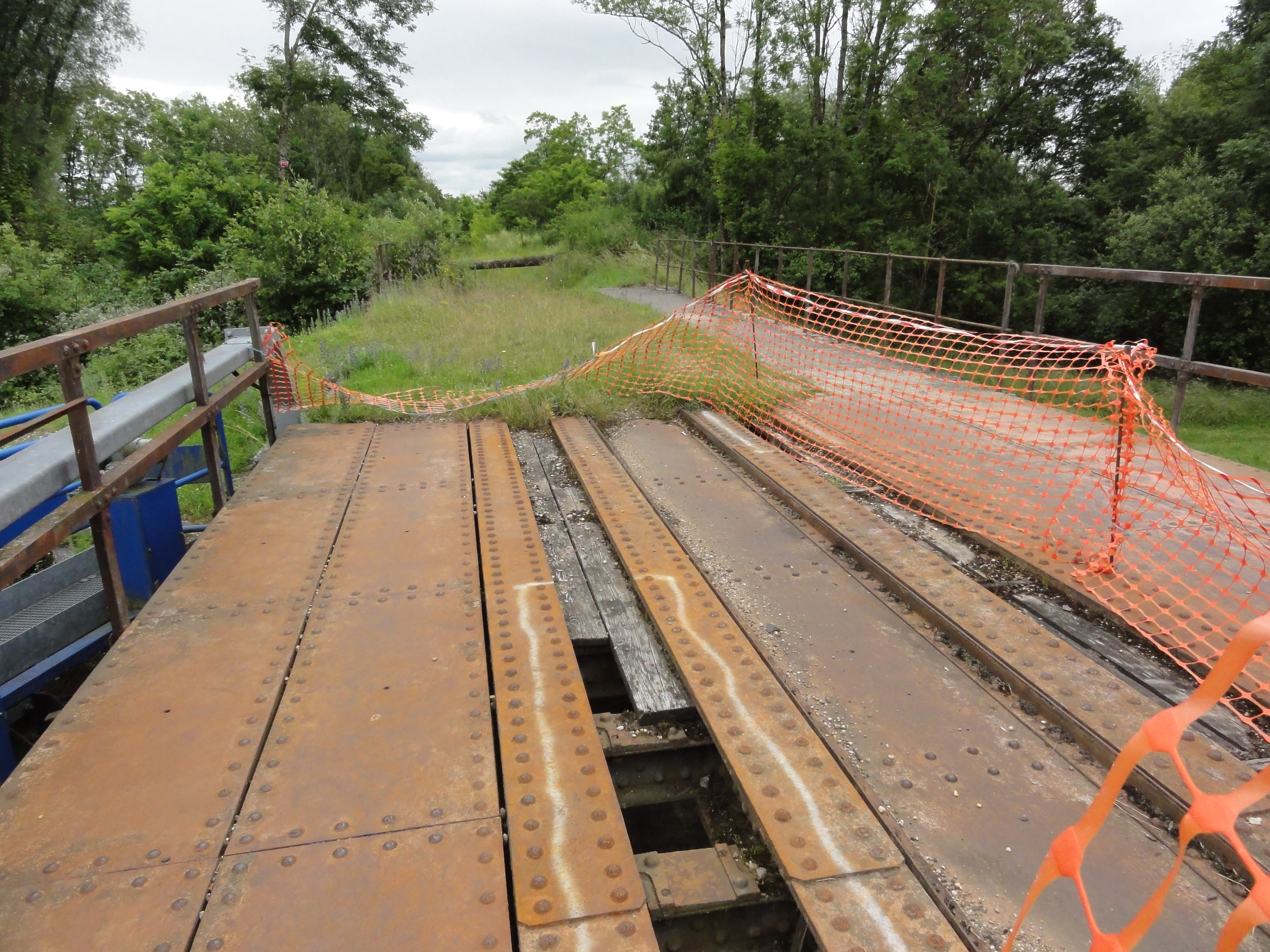
L'ancien Chemin de fer et son pont sur le canal.
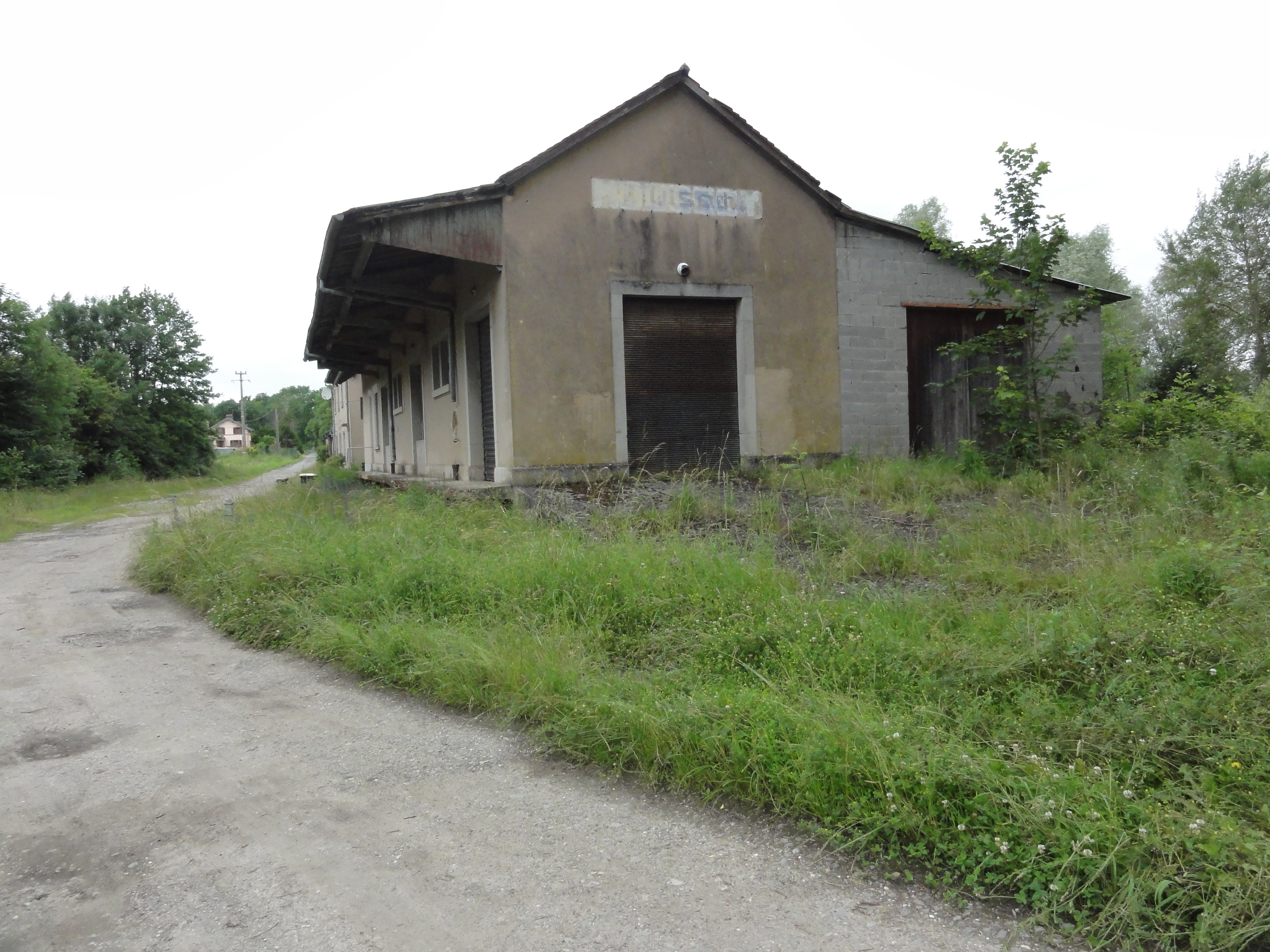
L'ancienne gare.
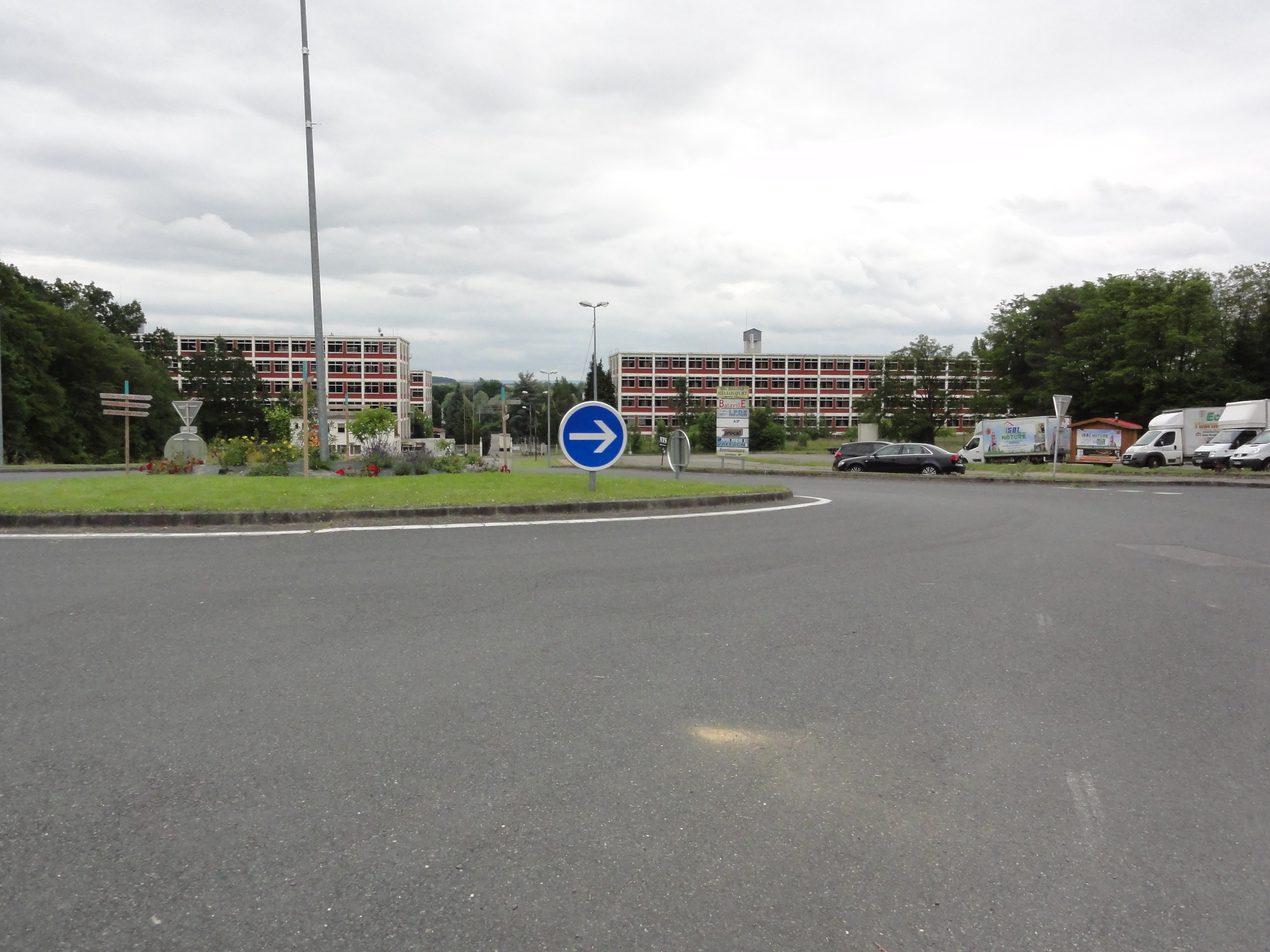
Avenue Thomas Bata : le rond-point entre cité ouvrière et complexe industriel.

## Complexe industriel
Dans la mouvance du Bauhaus, il est construit à partir de 1931 pour le compte de Tomáš Baťa (1876 - 1932), fondateur de la marque de chaussures Bata et premier producteur mondial, un complexe industriel formé par deux alignements de bâtiments parallèles.  
Les bâtiments sont standardisés, rectiformes, 80 x 20 m, en béton avec remplissage de briques entre des rangées régulières de fenêtres sur 5 étages. 

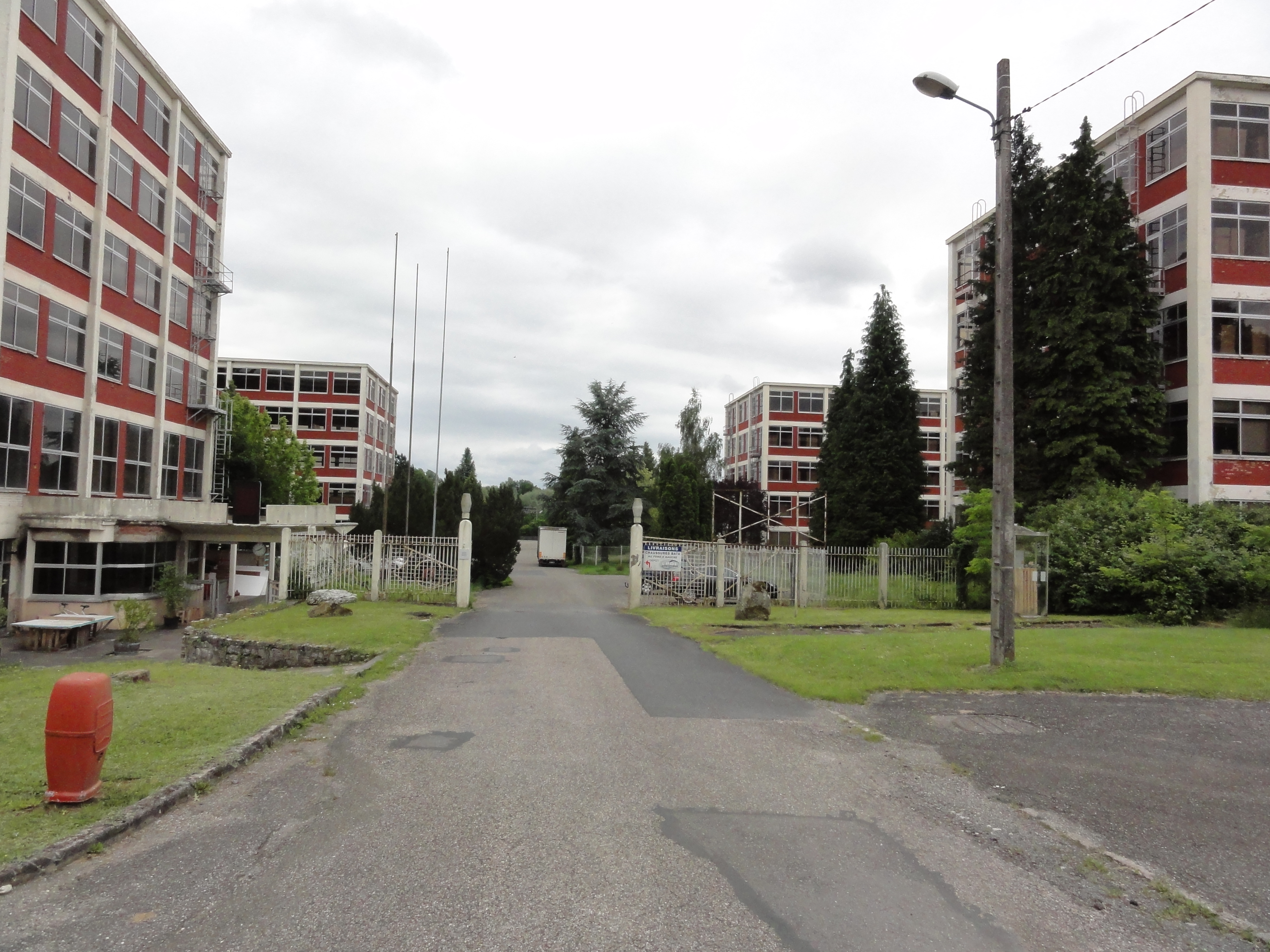
La rue centrale avec les bâtiments industriels alignés en parallèle.
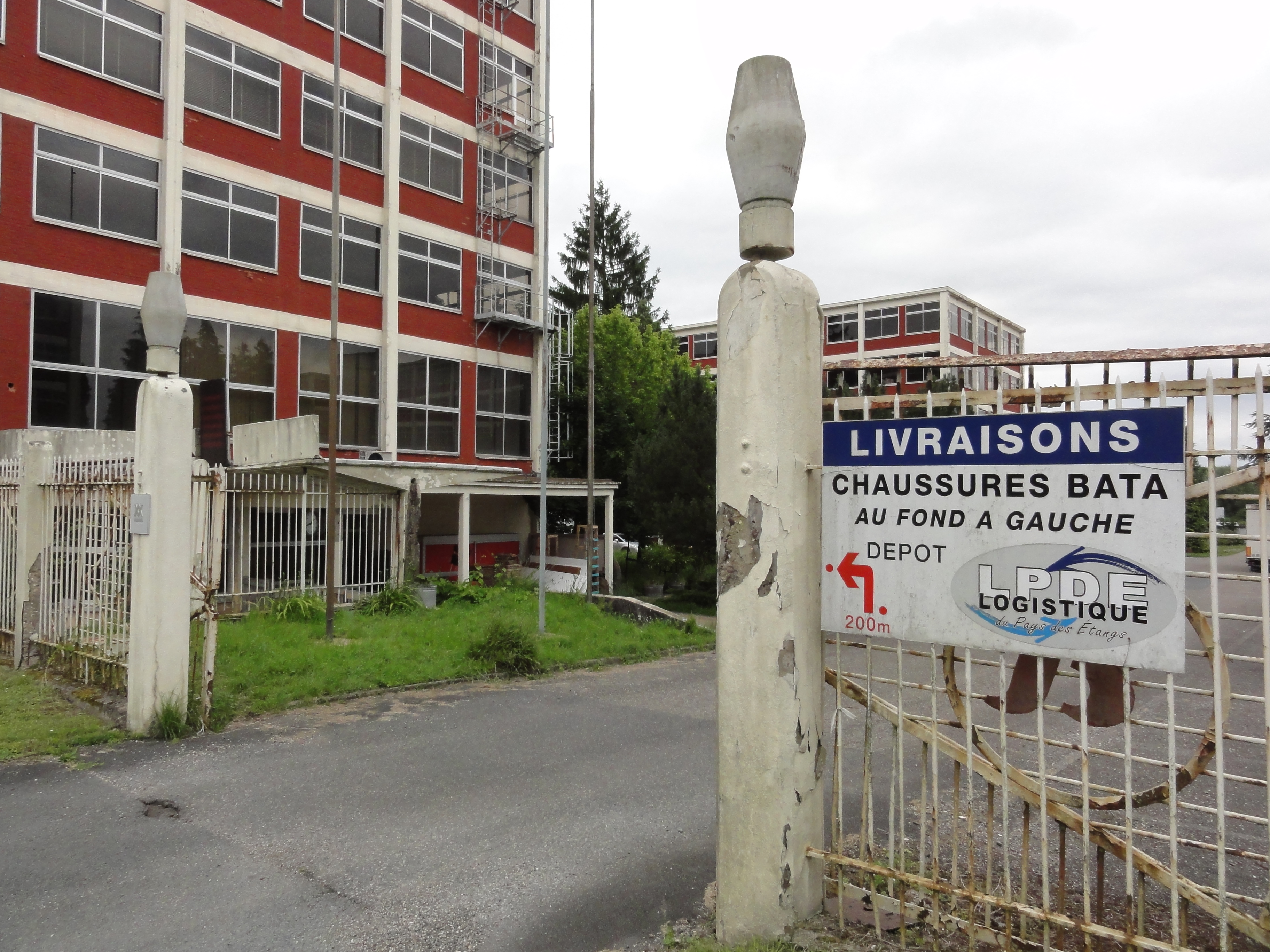
Portail principal du complexe industriel.
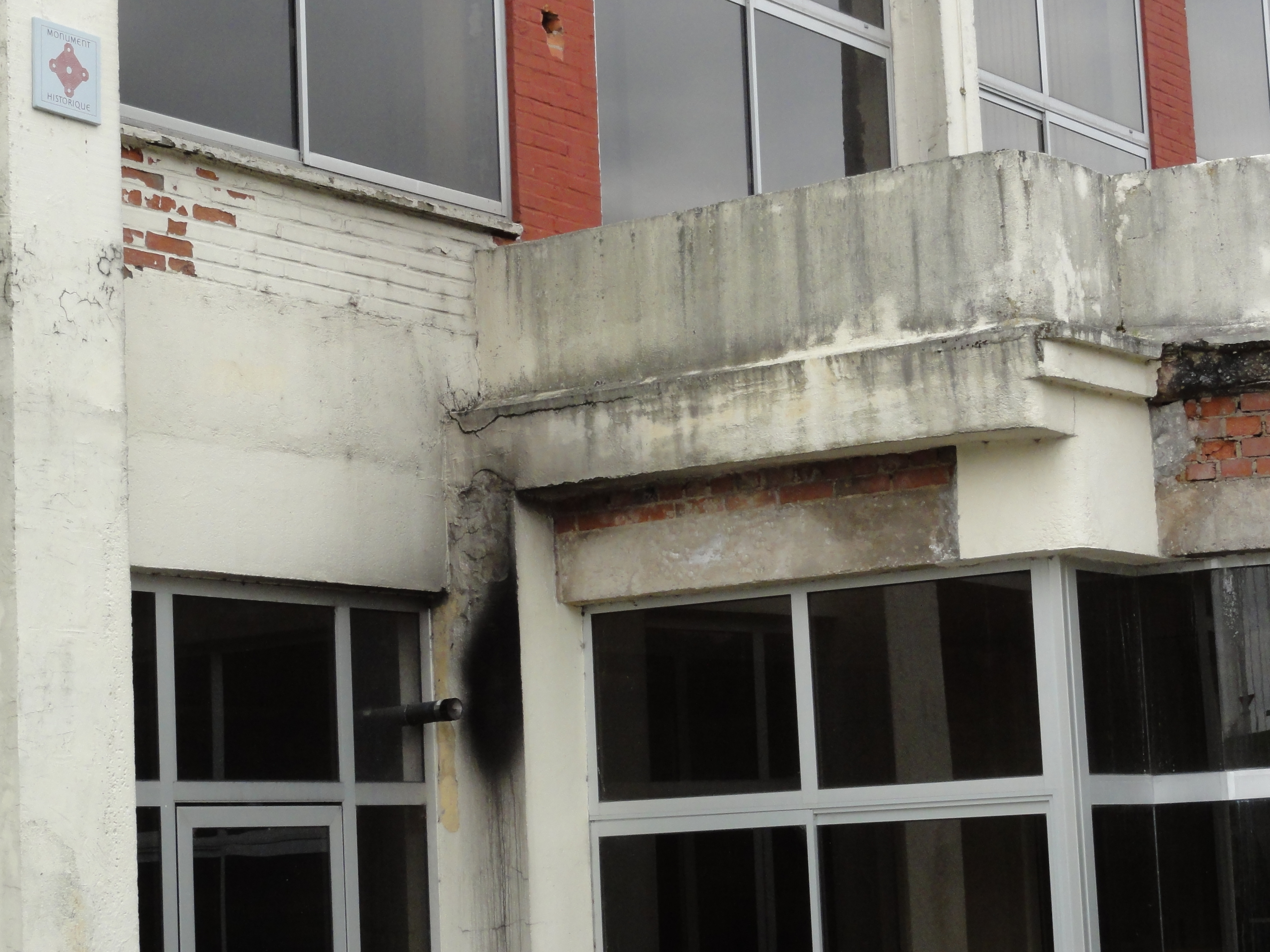
Bâtiment d'entrée, détail, avec plaque Monument Historique.
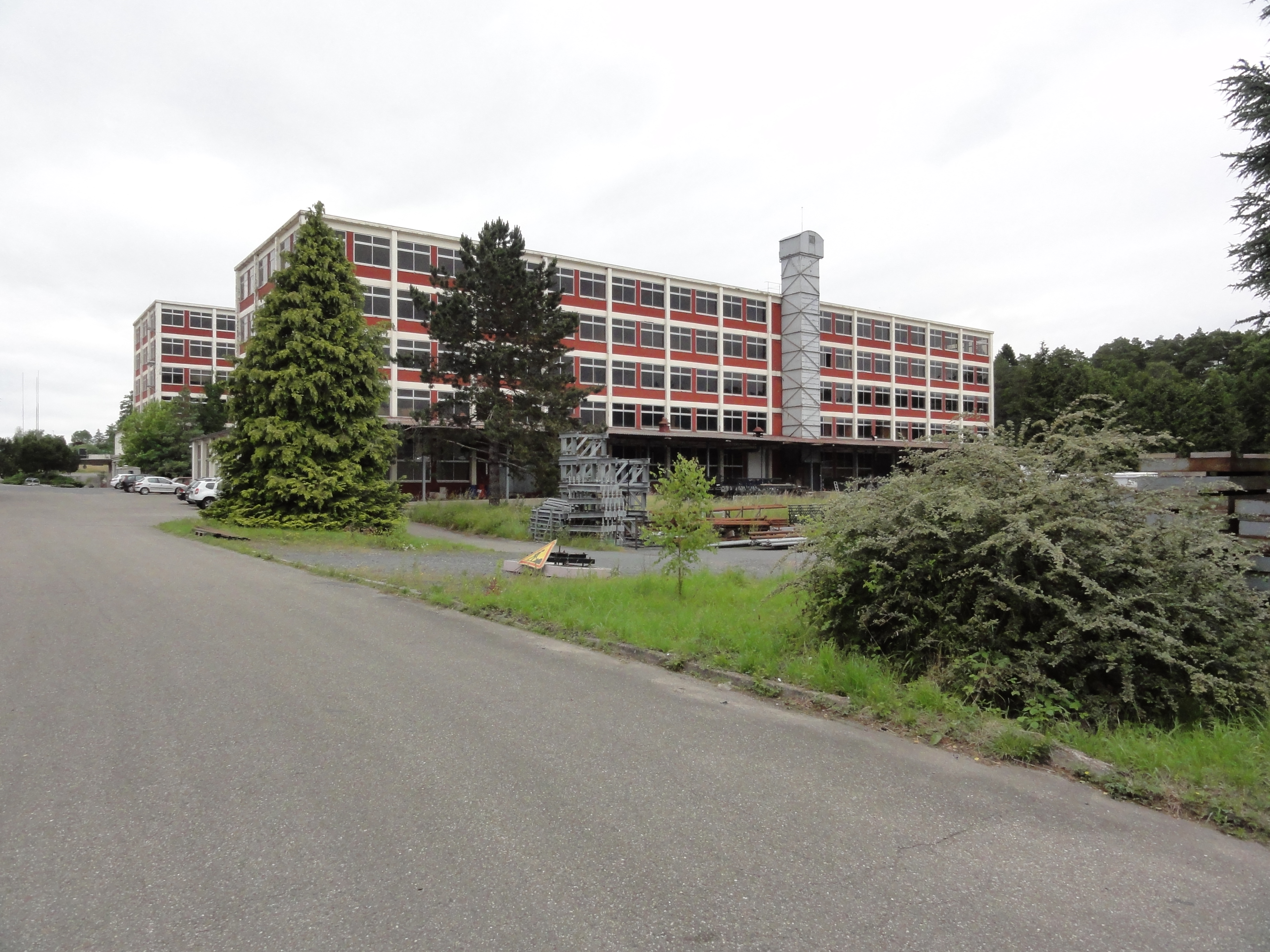
Bâtiments côté rue.
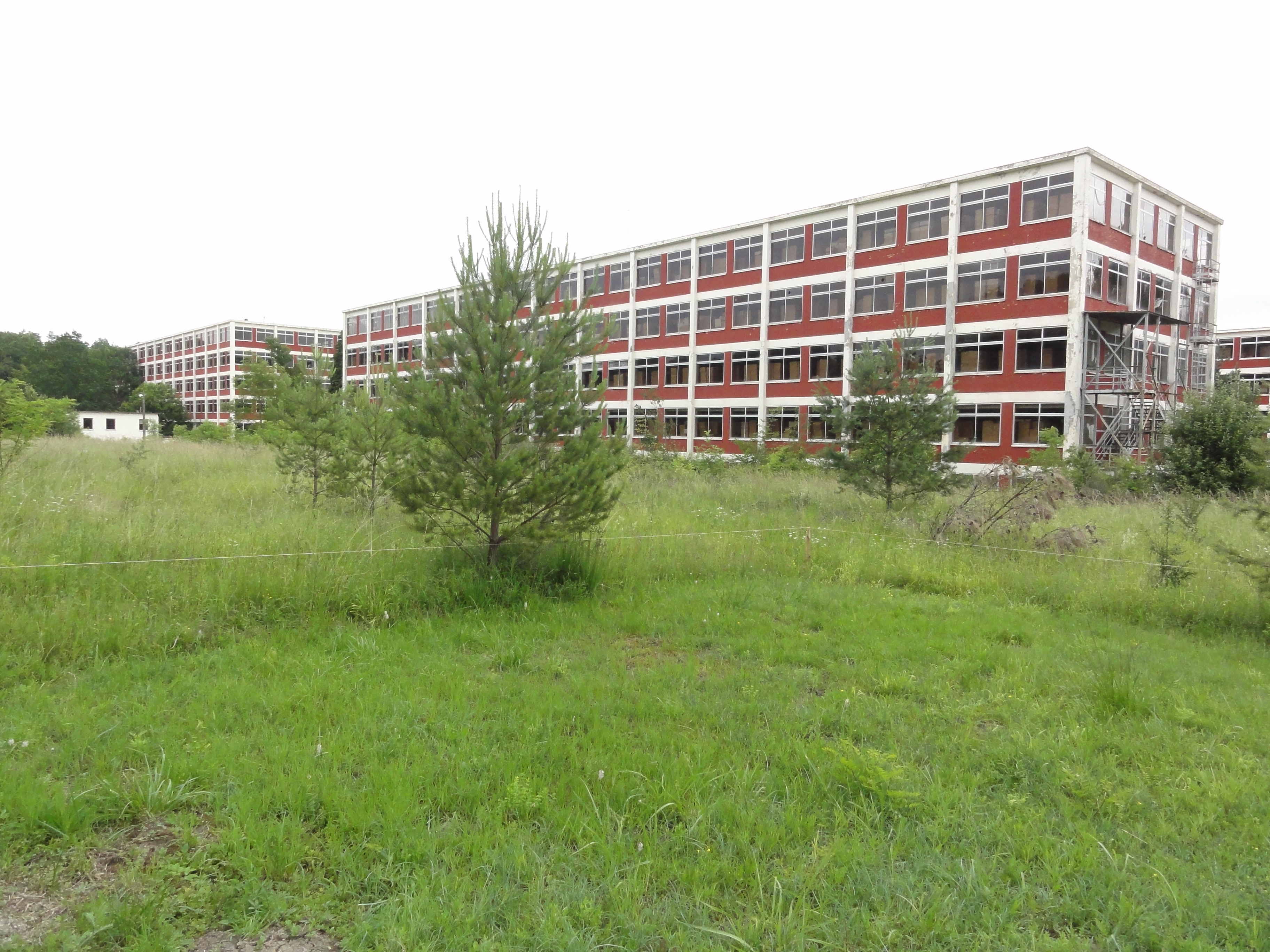
Bâtiments côté nature.
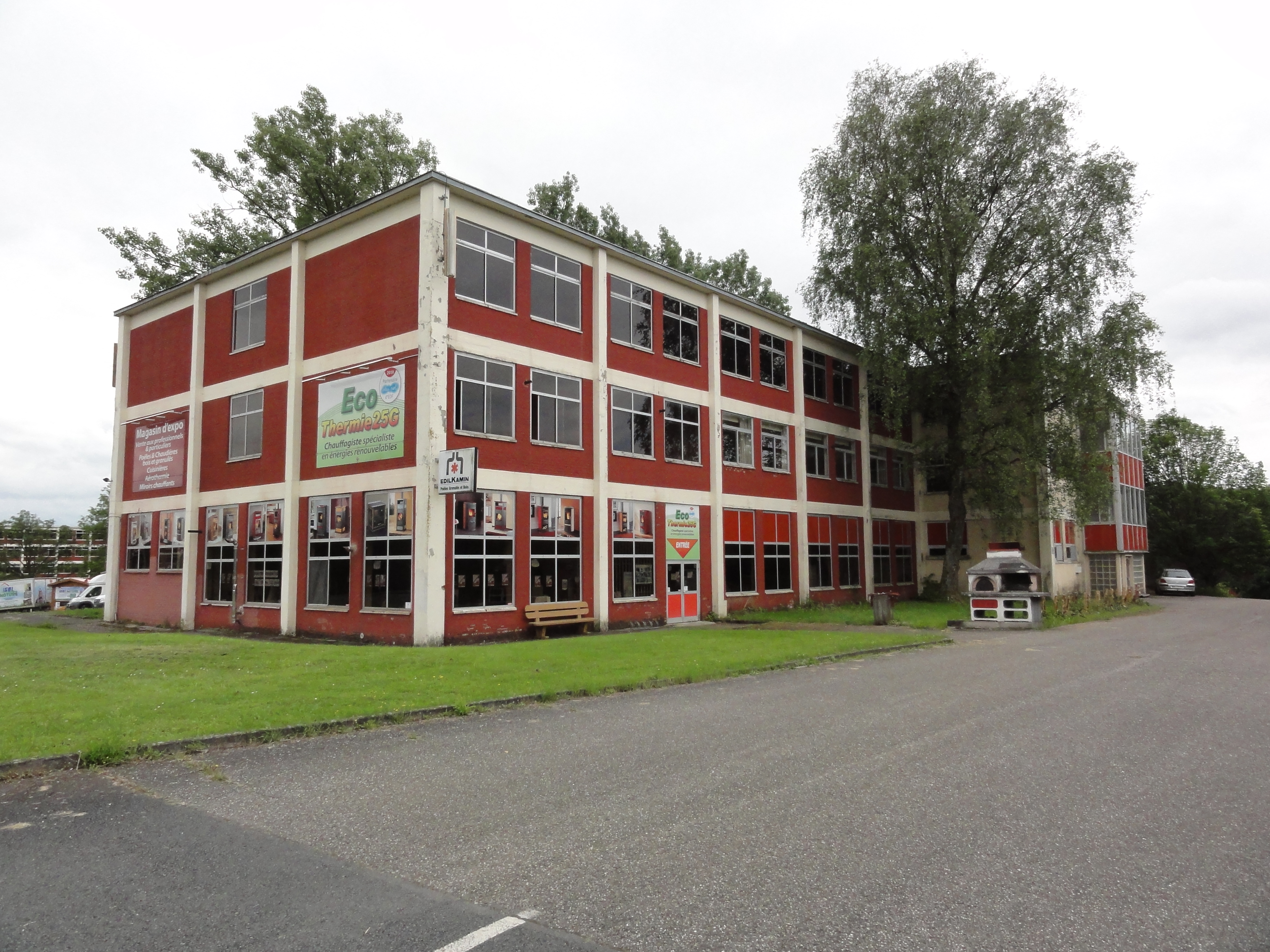
La cantine.

## Cité ouvrière
Bien que totalement autonome, puisqu’elle est dotée de commerces, d’écoles, d’une piscine et d’une église, la cité ouvrière est située en lisière de forêt sur le territoire des communes Moussey, Maizières-lès-Vic et Réchicourt-le-Château, au cœur du Pays des étangs. 
Bataville s’est surtout développée dans les années 1930 et 1950 et en a hérité une architecture de pavillons et d'équipements soignés à l’esthétique emblématique bien que modeste. 
Par souci d'hygiène, les maisons de Bataville ont toutes été construites avec des salles de bains et des toits plats, évitant ainsi des greniers considérés par Bata peu sains.
Le patrimoine construit conserve un caractère paternaliste jusque dans les équipements, le village étant l'un des plus dotés du département pour le sport et la jeunesse.

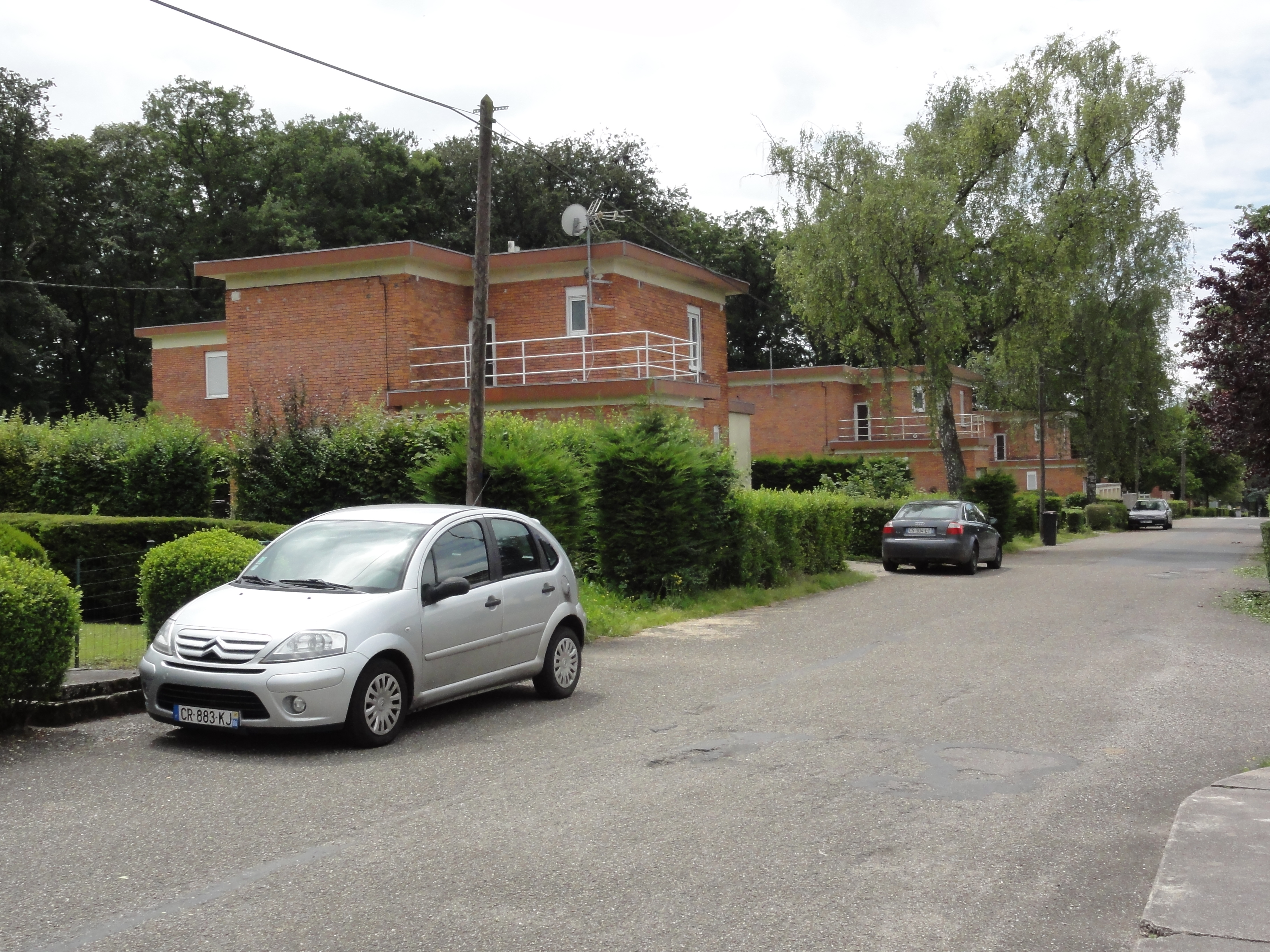
Maisons de fonctionnaires.
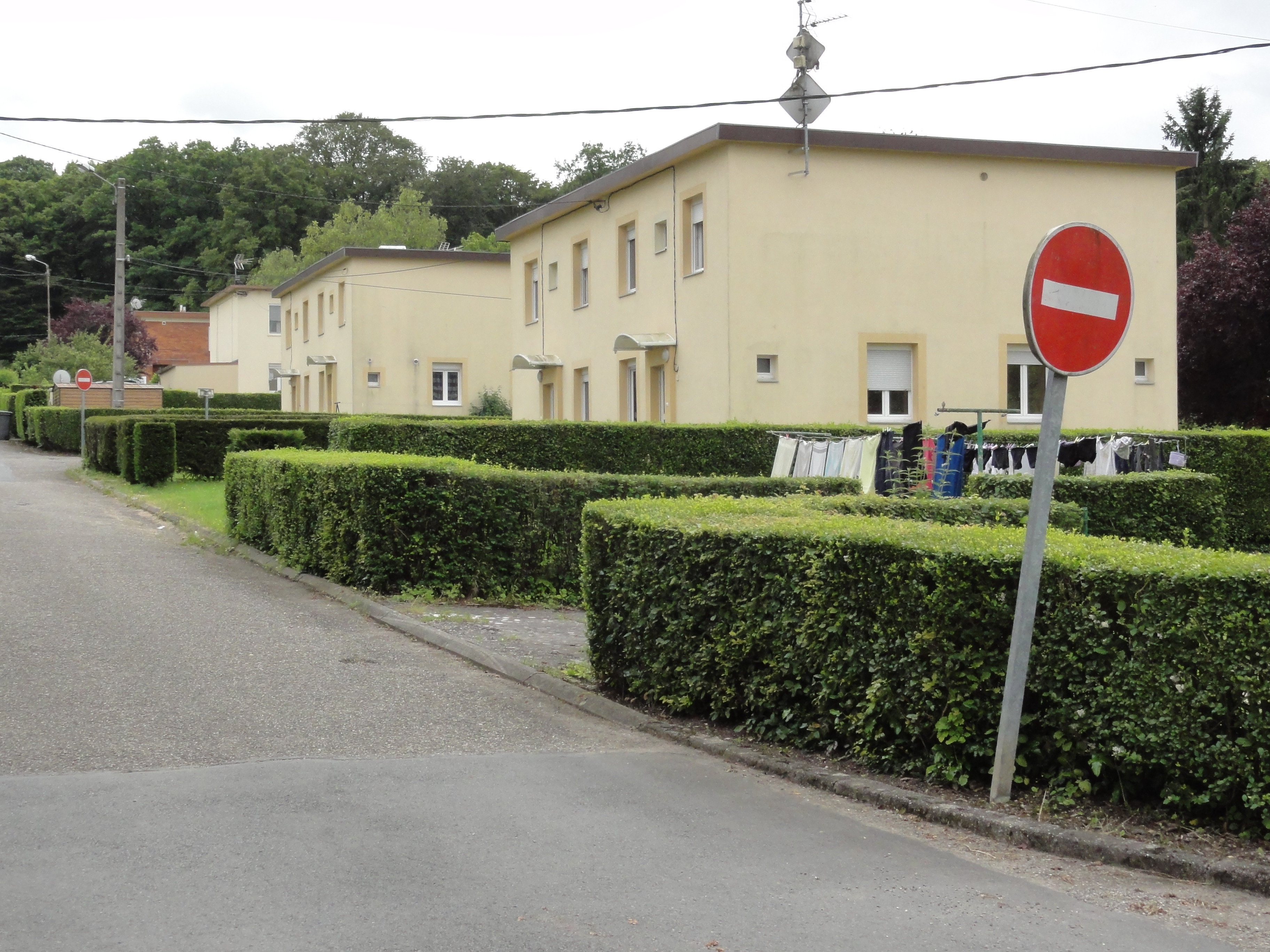
Maisons d'ouvriers.
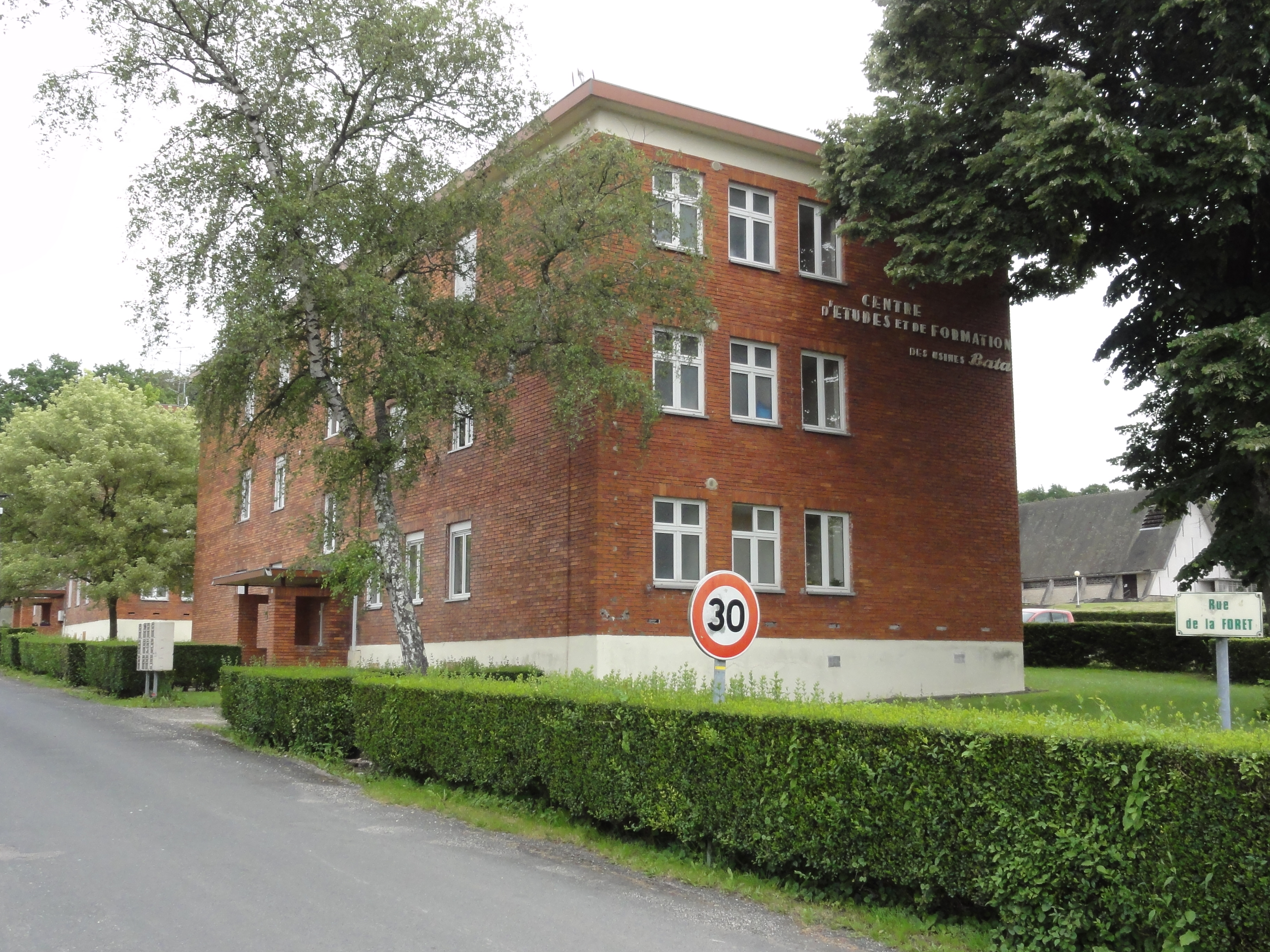
Centre de formation Bata.
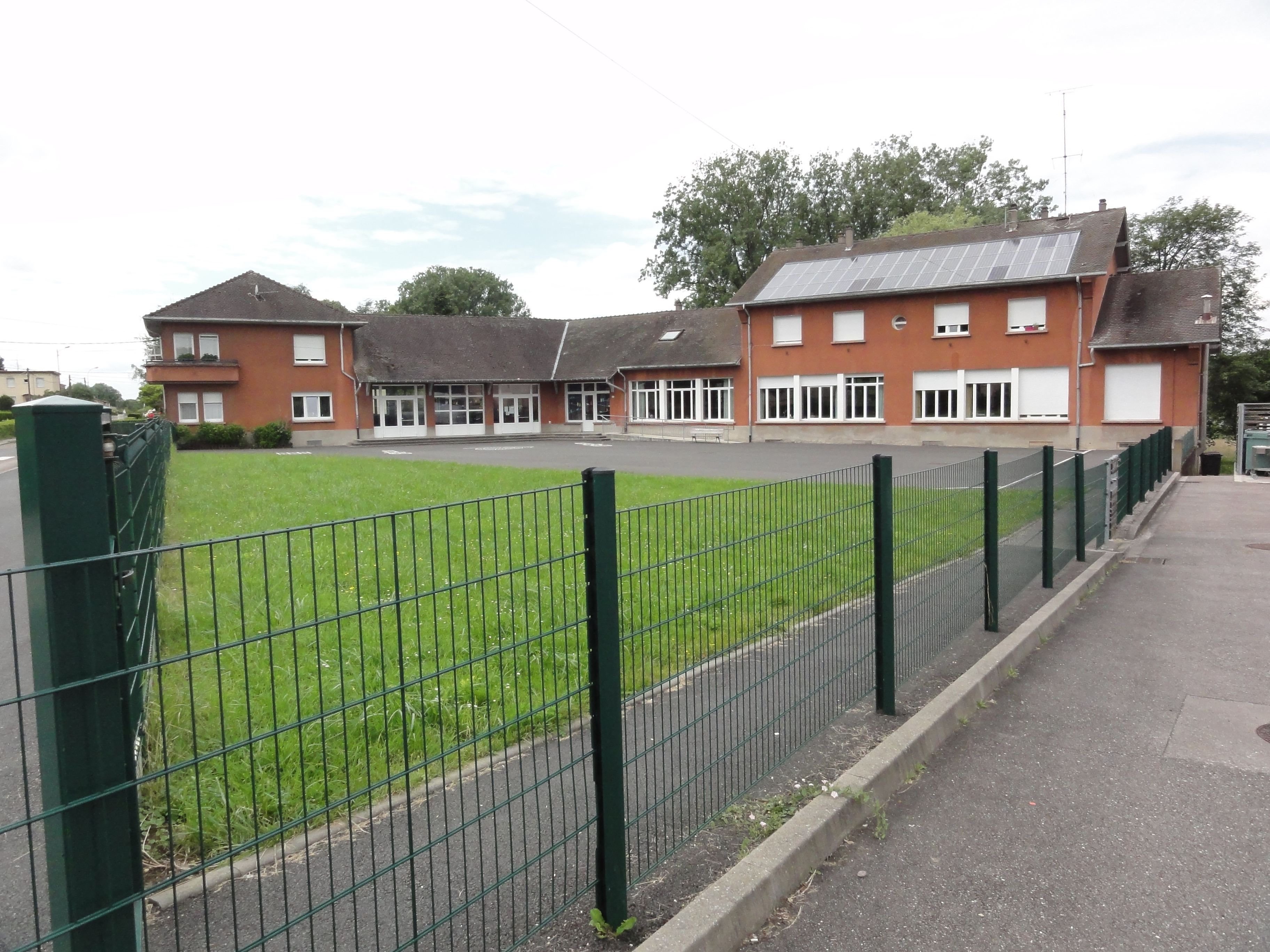
Une des écoles.
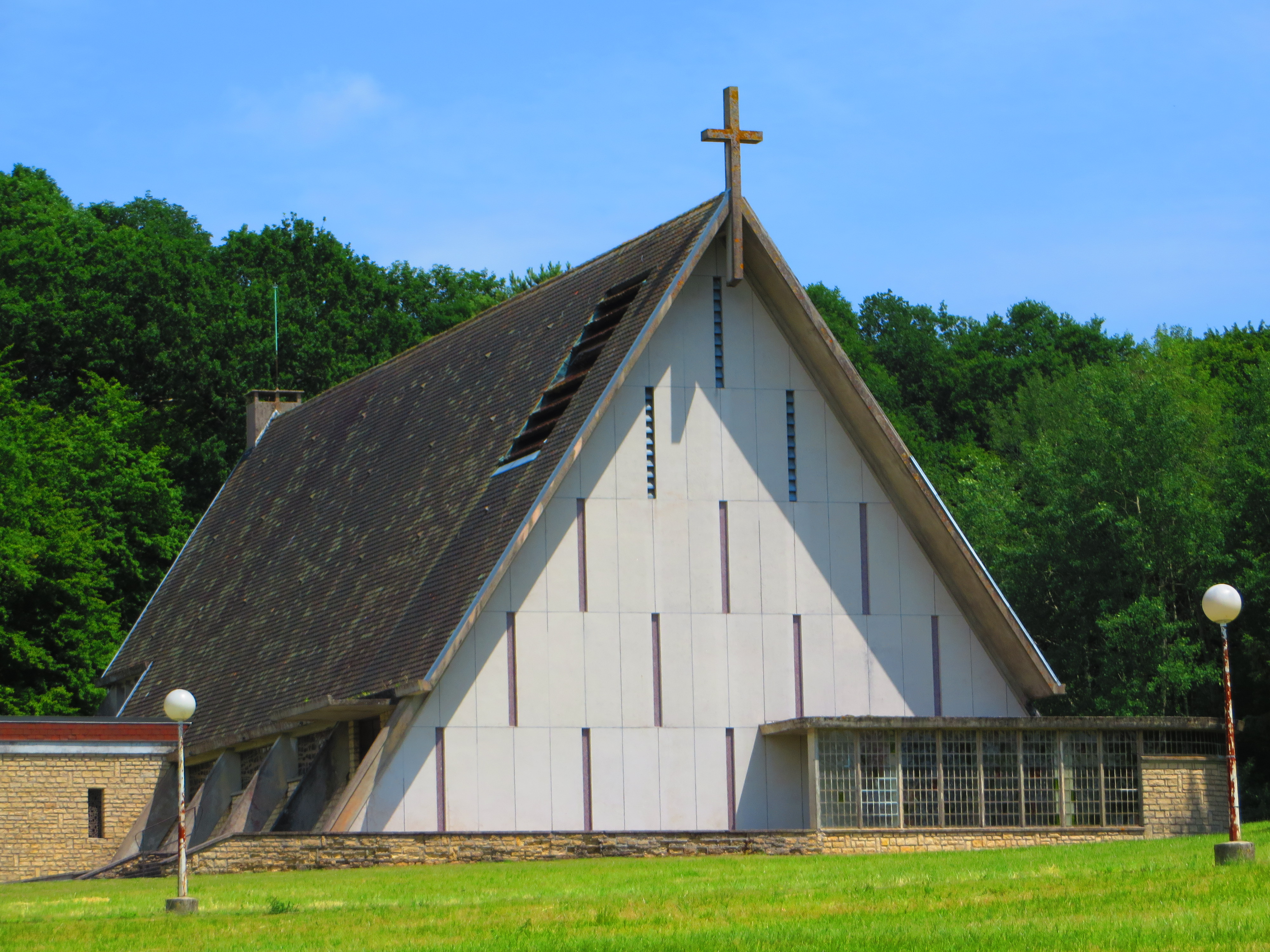
Église.
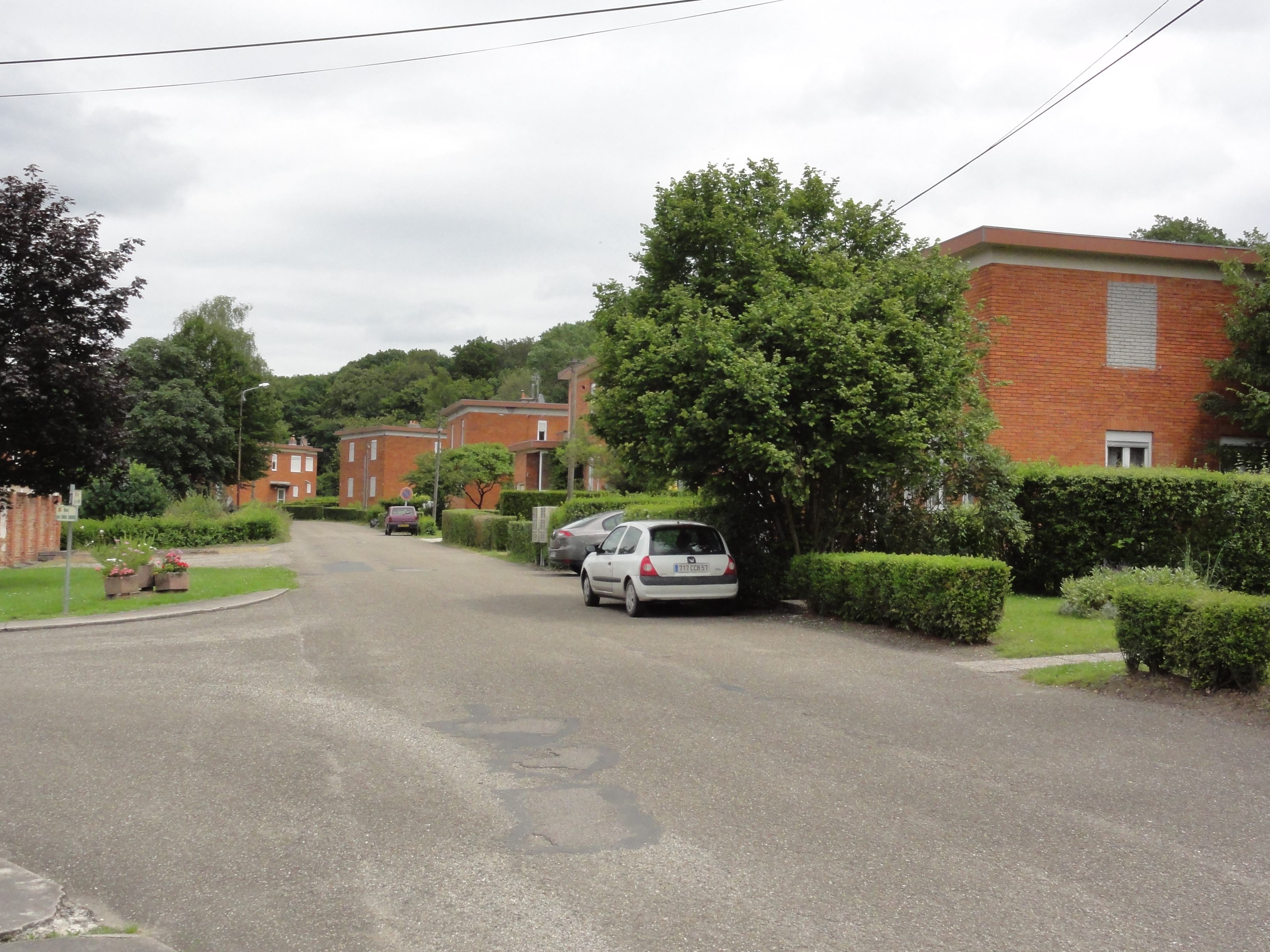
Rue de la forêt.

## Histoire
Le terrain est acheté par Tomáš Baťa en 1931 pour recevoir une trentaine de bâtiments industriels et une cité ouvrière de 15 000 habitants prévus. 
Il y a des protestations, et une loi anti-Bata de 1936, loi Le Poullen, prévient l'expansion. 
De 1932 à 1939, la vieille ville et  la nouvelle ville sont construites, ainsi que la piscine. 
Après la guerre, la construction est reprise dans les années 1950 et la halle de sports est ouverte. 
Dans les années 1960 et 1970, le quartier Haut des Vignes est développé et l'église est construite. 
Dans les années 1980, la vieille cité sera détruite.
La multinationale a décidé la cessation d'activité sur le site de Bataville en janvier 2002. 
En 2001, la fermeture de l'usine qui employait 840 salariés a soulevé un important conflit social et une vive émotion dans l'opinion. 
Cet épisode a notamment donné lieu à une émission, Carnets secrets d'un dépôt de bilan, diffusée sur France 3 dans le cadre du magazine Pièces à conviction (no 16, mai 2002) et à un film documentaire, Pas un pas sans Bata, de Jérôme Champion (2003).
Depuis, l'un après l'autre, des investisseurs ont acheté des bâtiments et y ont lancé des activités diverses.  
Ainsi, dans la plate-forme logistique plusieurs entreprises sont actives : une entreprise indépendante de fabrication de bottes isothermes, une fabrique de carton, une société d’archivage et une société de conception de structures pour le monde du spectacle. 
Pour redonner vie au site, L'Université foraine s'installe en 2016 pour un an à Bataville.

## Monuments historiques et patrimoine
Deux bâtiments (cantine et bâtiment d'usine) sont inscrits monument historique par arrêté du 17 avril 2014 tandis que l'ensemble de l'ancienne cité est labellisé au Patrimoine du XXe siècle. 
Le périmètre de protection des monuments historiques a été adapté de manière à embrasser l'ensemble de la cité.

## Filmographie
- Bienvenue à Bataville, film de François Caillat, sorti en France le 19 novembre 2008. Ce documentaire tourné à Bataville porte un regard burlesque sur l’« incroyable histoire d'une utopie patronale » après la fermeture de l’usine. Le spectateur, invité à revivre le programme — économique, social et esthétique — patronal qui imprègnent diversement les témoignages des habitants, dans une mise en scène des lieux et d’eux-mêmes d’autant plus subversive que s’y superpose le discours ressuscité d’un Thomas Bata aventurier aux doctrines péremptoires ; il se trouve ainsi confronté aux paradoxes du bonheur obligatoire[6],[7].
- Bata, la famille qui voulait chausser la planète[8]. La réalisatrice, Jarmila Buzková, a eu l'idée de ce documentaire lors du dépôt de bilan de Bataville[9]

## Photographie
- Raphaéle Grigot, Photos. Bataville : les vestiges de la cité ouvrière idéale, Le Republicain Lorrain, 19 décembre 2015 [lire en ligne]